# Wolf (Tyler, the Creator)
Wolf è il terzo album in studio del rapper statunitense Tyler, the Creator, pubblicato nel 2013.

## Tracce
Tutte le tracce sono di Tyler Okonma tranne dove indicato.
1. Wolf – 1:50
2. Jamba (featuring Hodgy Beats) – 3:32 (T. Okonma, Gerard Long)
3. Cowboy – 3:15
4. Awkward – 3:47
5. Domo23 – 2:38
6. Answer – 3:50
7. Slater (featuring Frank Ocean) – 3:53
8. 48 – 4:07
9. Colossus – 3:33
10. PartyIsntOver/Campfire/Bimmer (featuring Lætitia Sadier & Frank Ocean) – 7:18 (T. Okonma, Lætitia Sadier, Christopher Breaux)
11. IFHY (featuring Pharrell Williams) – 5:19
12. Pigs – 4:14
13. Parking Lot (featuring Casey Veggies & Mike G) – 3:53 (T. Okonma, Michael Griffin II, Casey Jones)
14. Rusty (featuring Domo Genesis & Earl Sweatshirt) – 5:09 (T. Okonma, Dominique Cole, Thebe Kgositsile)
15. Trashwang (featuring Na'kel, Jasper, Lucas, L-Boy, Taco, Left Brain & Lee Spielman) – 4:42 (T. Okonma, Na'kel Smith, Vyron Turner, Davon Wilson, Lucas Vercetti, Lionel Boyce, Lee Spielman, Travis Bennett)
16. Treehome95 (featuring Coco O. & Erykah Badu) – 3:00 (T. Okonma, Erica Wright)
17. Tamale – 2:46
18. Lone – 3:57

## Classifiche
| Classifica (2013) | Posizione massima |
| ----------------- | ----------------- |
| Canada            | 2                 |
| Stati Uniti       | 3                 |
| Regno Unito       | 17                |